# 使用超低效率兇器的超慢殺人魔
《使用超低效率凶器的超慢殺人魔》（英語：The Horribly Slow Murderer with the Extremely Inefficient Weapon，又譯《湯匙殺人魔》、《勺子殺人狂》）是一部2008年的黑色幽默微電影。編劇、導演、旁白為Richard Gale，片長10分鐘，耗資600美元，以Panasonic HVX200攝影機於加利福尼亞州拍攝，並以30天左右的時間拍攝與後製。

## 情節
該片以偽預告片的形式呈現：法醫傑克·庫奇艾奧 (Jack Cucchiaio，Paul Clemens飾演)在路上遭遇一詭異男子「湯匙殺人魔」(Brian Rohan飾演)攻擊。該男子身穿黑衣，臉孔蒼白猙獰，手拿一根金屬湯匙不停追打捷克。恐懼的傑克嘗試逃脫、報警、拍攝證據甚或反擊，都被對方輕易化解。湯匙殺人魔死纏爛打且無孔不入，使傑克瀕臨崩潰邊緣。
在一次反擊無效後，傑克發現湯匙殺人魔手肘上刻有一神秘圖騰。透過調查，傑克從一東方女巫口中得知湯匙殺人魔是一隻名為「金諾薩吉」(Ginosaji)的不死惡靈，會以湯匙折磨獵物，追其至天涯海角，直到獵物死亡為止。傑克為了擺脫金諾薩吉開始環遊世界大逃亡，但無論躲到雪山、海底或沙漠，金諾薩吉永遠尾隨其後。他嘗試以電鋸、機槍、火箭筒、地雷等武器攻擊金諾薩吉，但全都無效。
影片最後，被追打12年的傑克筋疲力盡地倒在沙漠中，已被折磨的不成人形，而金諾薩吉仍持續以湯匙敲打捷克，此時湯匙承受不了多年使用應聲而斷。正當捷克鬆一口氣時，金諾薩吉拉開外套拉鍊，露出成排的替代用湯匙，影片結束。

## 細節
- 男主角捷克的姓氏Cucchiaio，在義大利語中指「湯匙」；湯匙殺人魔Ginosaji的名稱則是日語「銀湯匙」(銀の匙)的意思。
- 捷克在潛水時遭金諾薩吉敲打潛水鏡，以及在淋浴間遇襲的畫面，分別致敬史蒂芬·史匹柏的《大白鯊》與亞佛烈德·希區考克的《驚魂記》。

## 迴響
該片榮獲奇幻影展特別評審團獎、國際奇幻電影節 （页面存档备份，存于）最佳短片獎、富川國際奇幻影展公民評選獎與最佳短片獎，並被莫爾格街雜誌 （页面存档备份，存于）評為2009最佳短片。
該片於youtube發表後，獲得網友的熱烈反響。許多觀眾同情男主角捷克的遭遇，紛紛留言提出反制金諾薩吉之道。導演Richard Gale隨即蒐集網友意見與提問，拍攝一系列續作短片，如《湯匙對湯匙》(Spoon Vs. Spoon)、《拯救捷克》(Save Jack)、《湯匙大戰》(Spoon Wars)、《金諾薩吉大戰金諾薩吉》(Ginosaji Vs. Ginosaji)等等。
2015年9月10日，Richard Gale聲明將以該短片為原型拍攝正式長篇電影，並在Kickstarter上發起為期55天的群眾募資。該募資最後被取消，但仍獲得10萬美元的認捐。 Gale隨即發起第二次募資，並將目標定為5萬美元。

## 外部連結
- Richard Gale Films website （页面存档备份，存于）
- YouTube上的The Horribly Slow Murderer with the Extremely Inefficient Weapon
- 互联网电影数据库（IMDb）上《使用超低效率兇器的超慢殺人魔》的资料（英文）
- Ginosaji - The Horribly Slow Murderer Movie Project於Kickstarter